# Marea Sarmatică

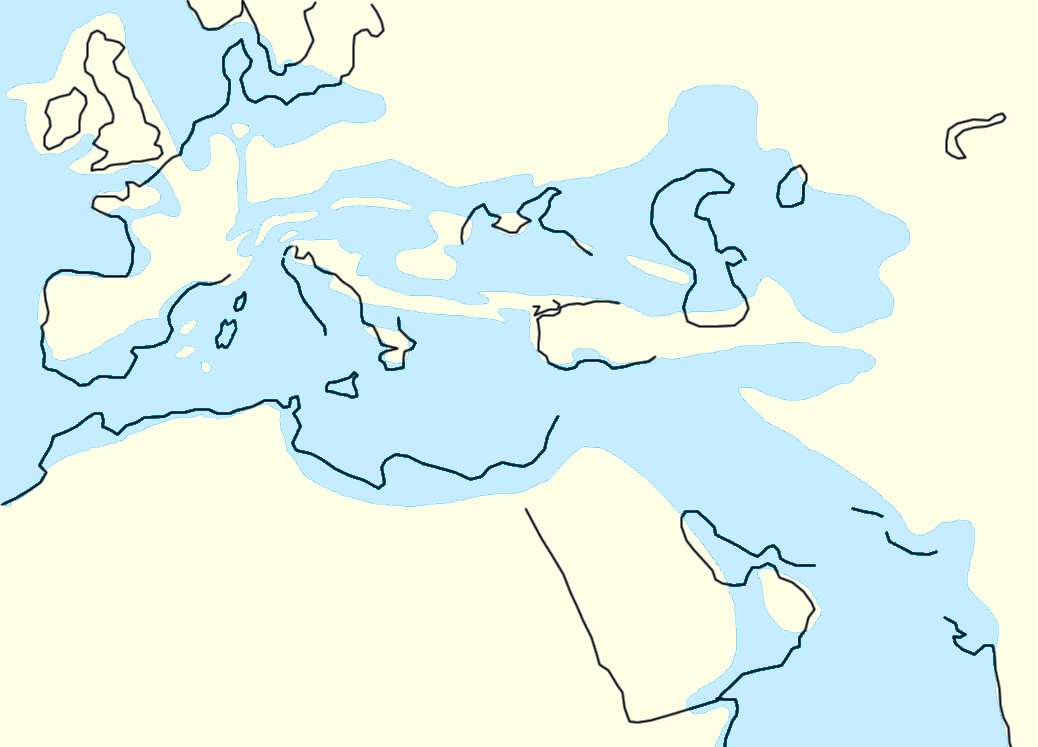
Extensia Oceanului Paratethys în Rupelian (33,9 –28,4 milioane de ani în urmă. Liniile negre corespund contururilor actuale ale uscatului

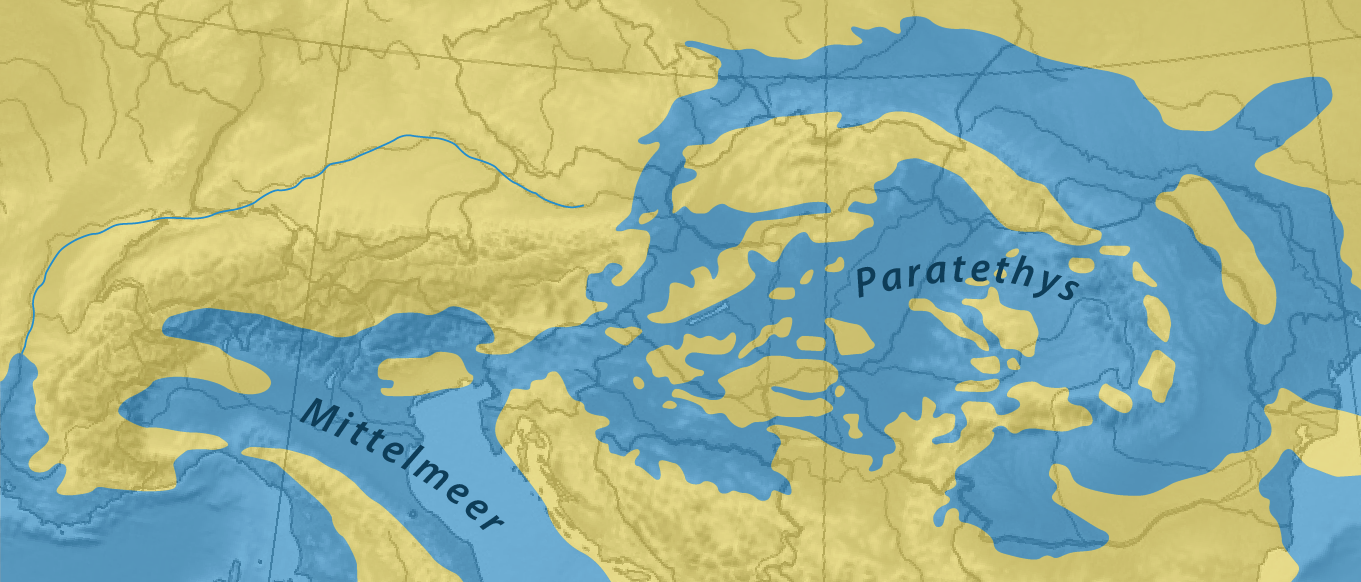
Vestul Paratethysului 17-13 milioane de ani în urmă

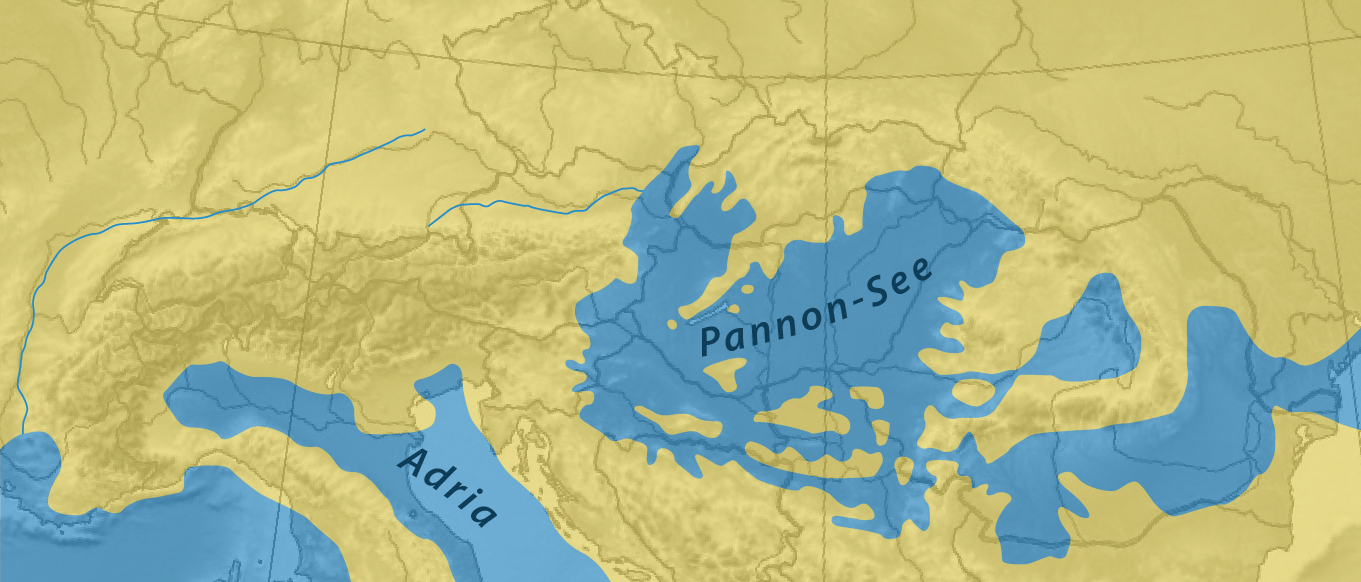
În urmă cu 11 milioane de ani: bazinele Panonic și Dacic

Marea Sarmatică  sau Oceanul Paratethys ori Marea Paratethys a fost o mare continentală închisă apărută ca rezultat al ridicării lanțului Alpino-Carpato-Hymalaian și care s-a întins între zona Europei Centrale și Munții Tian-Șan din Asia Centrală. Existența ei s-a derulat în Cenozoic.
„Marea Sarmatică“ corespunde denumirii internaționale „Paratethys“, ceea ce ȋnseamnă „lângă oceanul planetar Tethys“. 
Datorită separării sale timp de câteva milioane de ani de Oceanul Tethys poartă și numele de „Mega-lacul Paratethys“.

## Evoluție paleogeografică
Marea Sarmatică s-a format ca urmare a fragmentării Oceanului Tethys, al cărui ultim vestigiu de astăzi este domeniul mediteranean. Formarea ei a inceput în timpul Oligocenului (33,9 MA), prin separarea apelor oceanice septentrionale de cele sudice prin ridicarea munților Alpi, Carpați, Dinarici, Taurus și Elburz (Alborz). În timpul existenței ei, Parathetys s-a reconectat – intermitent – cu Oceanul Tethys sau cu succesorii săi, Marea Mediterană și Oceanul Indian.
Începând din Pliocen (5,333–2,58 MA î.e.n.) adâncimea ei s-a micșorat progresiv, astfel că din fragmentarea ei într-o serie de bazine de mai mică întindere au rezultat Marea Aral, Marea Caspică și Marea Neagră, care au evoluat separat.
România a fost acoperită timp ȋndelungat de apele Mării Sarmatice (cu excepția Carpaților). Așa se explică prezența pe teritoriul țării a depozitelor oligocene, miocene și pliocene.

## Caracteristici
Datorită izolării de oceanul planetar, în contextul dat de aportul unor cantități semnificative de apă dulce de la fluviile  din regiune, salinitatea ei a scăzut treptat, astfel că majoritatea faunei marine a dispărut, fiind înlocuită cu animale adaptate vieții în apele salmastre. A fost prima criză de salinitate din zonă. A doua criză de salinitate s-a petrecut ȋn timpul badenianului, ȋn timpul căruia au dispărut multe organisme marine care nu au supraviețuit condițiilor de suprasaturare ȋn săruri ale apelor marine.
In timpul Mării Sarmatice s-au format depozitele de petrol, gaz metan și evaporite (sare gemă, gips) din România.